# Kurt August von der Marwitz
Kurt August von der Marwitz (* 2. März 1737 auf Grabow; † 8. Mai 1808 in Perleberg) war ein preußischer Generalmajor.

## Leben

### Herkunft
Er war der Sohn von Alexander Magnus Kurt von der Marwitz (1693–1743) und dessen Ehefrau Charlotte Lucretia, geborene von Ilow († 1754). Sein Vater war Kapitän im Infanterieregiment „von Forcade“ und Erbherr auf Grabow in der Neumark. Der Generalmajor Friedrich Wilhelm Siegmund von der Marwitz war sein Bruder.

### Militärkarriere
Marwitz kam im Jahr 1752 als Standartenjunker in das Kürassierregiment „Prinz von Preußen“ der Preußischen Armee. Während des Siebenjährigen Krieges kämpfte er in den Schlachten bei Lobositz, Kolin, Breslau, Zorndorf, Liegnitz, Torgau, Reichenbach sowie bei den Belagerungen von Prag, Dresden und Schweidnitz. In der Zeit wurde er am 12. Januar 1757 Kornett und am 3. Juni 1759 Leutnant.
Nach dem Krieg wurde Marwitz am 24. Mai 1765 Stabsrittmeister sowie am 13. Juni 1767 Rittmeister und Kompaniechef. Als solcher nahm er am Bayerischen Erbfolgekrieg teil. Am 2. Oktober 1782 stieg er zum Major auf, wurde am 15. September 1790 zum Oberstleutnant befördert und am 24. Dezember 1790 zum Regimentskommandeur ernannt. Am 12. Mai 1792 erhielt Marwitz den Orden Pour le Mérite und avancierte einen Monat später zum Oberst. Im Ersten Koalitionskrieg kämpfte er bei der Belagerung von Mainz. Am 20. Mai 1800 erhielt er wegen seiner Kränklichkeit seine Demission als Generalmajor mit einer Pension von 1000 Talern. Marwitz starb am 8. Mai 1808 unverheiratet in Perleberg.